# Saison 9 de How I Met Your Mother
Chronologie
Saison 8
Cet article présente le guide des épisodes de la neuvième et dernière saison de la série télévisée américaine How I Met Your Mother.

## Résumé de la saison
Cette saison se déroule dans l'hôtel de Farhampton où se tient le mariage de Barney et Robin, où Ted trouve enfin la future maman de ses enfants. Nous voyons comment toute la bande l'a rencontrée.
Cette saison se concentre sur le mariage de Barney et Robin. On y voit les péripéties du groupe durant le week-end précédant le mariage. On parle aussi des épreuves que vivent Lily et Marshall après que celui-ci a accepté un poste important à New York alors qu'ils doivent partir en Italie. Leur choix se fera après une annonce surprise en fin de saison. On découvrira enfin comment Ted a rencontré la mère de ses enfants Tracy McConnell, pendant que Barney et Robin font les derniers préparatifs de leur mariage, voit venir des invités de dernières minutes et règle leurs problèmes.
L'épisode final est deux fois plus long que les autres épisodes. Il met en scène l'évolution des personnages du mariage de Barney et Robin jusqu'en 2030 où Ted est en train de raconter son histoire à ses deux enfants.

## Distribution

### Acteurs principaux
- Josh Radnor (VF : Xavier Béja) : Ted Mosby
- Jason Segel (VF : Didier Cherbuy) : Marshall Eriksen
- Alyson Hannigan (VF : Virginie Ledieu) : Lily Aldrin
- Cobie Smulders (VF : Valérie Nosrée) : Robin Scherbatsky
- Neil Patrick Harris (VF : François Pacôme) : Barney Stinson
- Cristin Milioti (VF : Caroline Pascal) : Tracy McConnell (la mère)[1]

### Acteurs récurrents et invités
- Bob Saget (VF : Jean-Claude Montalban)  : vieux Ted Mosby
- Lyndsy Fonseca (VF :  Dorothée Pousséo) : Penny Mosby
- David Henrie : Luke Mosby
- Wayne Brady (VF : Christophe Peyroux) : James Stinson[2]
- Ellen D. Williams (VF : Françoise Escobar) : Patrice (Monique en VF) (épisode 4)
- John Lithgow (VF : Michel Prud'homme) : Jerry Whittaker (épisode 10)
- Marshall Manesh (VF : Patrick Raynal) : Ranjit
- Sherri Shepherd (VF : Marie Lenoir) : Daphne[3]
- Anna Camp (VF : Marie Giraudon) : Cassie[4] (épisodes 6 et 8)
- Roger Bart (VF : Daniel Lafourcade) : Curtis, l'employé de l'hôtel à Farhampton[5]
- William Zabka (VF : Tony Marot) : lui-même[6]
- Bryan Cranston (VF : Mathieu Buscatto) : Hammond Druthers[7] (épisode 9)
- James Van Der Beek (VF : Yann Pichon) : Simon[8] (épisode 11)
- Ashley Williams (VF : Murielle Naigeon) : Victoria[9] (épisode 17)
- Frances Conroy (VF : Caroline Jacquin) : Loretta
- Suzie Plakson (VF : Laure Sabardin) : Judy Eriksen (épisodes 1 et 20)
- Alan Thicke (VF : Jean Barney) : lui-même (épisode 12)
- Tim Gunn (VF : Gilbert Lévy) : lui-même (épisodes 4 et 17)
- Andrew Rannells (VF : Paolo Domingo) : Darren (épisodes 13 et 16)
- Rachel Bilson (VF : Catherine Cipan) : Cindy[10] (épisode 16)
- Sarah Chalke (VF : Véronique Desmadryl) : Stella Zinman[10] (épisode 17)
- Lucy Hale : Katie Scherbatsky[10] (épisode 19)
- Robert Belushi (VF : Tony Marot) : Linus

## Casting
Ellie Kemper a initialement obtenu le rôle de Cassie, mais a été remplacée par Anna Camp à la suite d'un conflit d'horaire.

## Épisodes

### Épisode 1:Un signe
- États-Unis /  Canada : 23 septembre 2013 sur CBS[12] / Citytv
- France : 7 septembre 2014 sur NT1

- États-Unis : 9,4 millions de téléspectateurs[13]

- David Henrie : Son
- Lyndsy Fonseca : Daughter
- Sherri Shepherd (VF : Marie Lenoir) : Daphne
- Wayne Brady : James
- Marshall Manesh (VF : Patrick Raynal) : Ranjit
- Suzie Plakson (VF : Laure Sabardin) : Judy Eriksen
- Michael James Bell : Flight Attendant
- Wayne Temple : Security Guard
- Alex Scott : Young Woman
- Rudy Villagrana : Gate Agent

Lily rencontre la Mère dans le train.
Plaquage numéro 1 de Lily.
Ted donne son cadeau de mariage à Robin : la photo de groupe du générique.

### Épisode 2:Je reviendrai!
- États-Unis /  Canada : 23 septembre 2013 sur CBS / Citytv
- France : 7 septembre 2014 sur NT1

- États-Unis : 9,4 millions de téléspectateurs[13]

- Sherri Shepherd (VF : Marie Lenoir) :  Daphne
- Wayne Brady (VF : Christophe Peyroux) : James
- Roger Bart (VF : Daniel Lafourcade) : Curtis
- Robert Belushi (VF : Tony Marot) : Linus
- Mary Gallagher : Female Gate Agent
- John C. Moskoff (VF : Gilbert Levy) : Herm
- Anisha Adusumilli : Other Agent
- Irene Roseen : Old Gyspy Woman
- Roger Bart : Curtis

### Épisode 3:Une dernière fois, à New York
- États-Unis /  Canada : 30 septembre 2013 sur CBS / Citytv
- France : 7 septembre 2014 sur NT1

- États-Unis : 7,87 millions de téléspectateurs[14]

- Sherri Shepherd (Daphne) (VF : Marie Lenoir) : Daphne
- Wayne Brady (VF : Christophe Peyroux) : James
- Lou Cutell : Uncle Mort
- Marjorie Lovett : Aunt Muriel
- Robert Belushi : Linus
- Joie Magidow : Elderly Relative
- Jonathan Craig Williams : Cop
- Jason Boggs : Packers Fan
- Ramon Hilario : Crusty Old Guy
- Cynthia Murell : Gorgeous Woman

### Épisode 4:L'Infraction du Code des Potes
- États-Unis /  Canada : 7 octobre 2013 sur CBS / Citytv
- France : 7 septembre 2014 sur NT1

- États-Unis : 7,53 millions de téléspectateurs[15]
- Canada : 1,103 million de téléspectateurs[16]

- Marshall Manesh (VF : Patrick Raynal) : Ranjit
- Tim Gunn (VF : Gilbert Levy) : Lui-même
- William Zabka (VF : Tony Marot) : Lui-même
- Melissa Tang : Amanda
- Ellen D. Williams (VF : Françoise Escobar) : Patrice (Monique en VF)
- Robert Belushi : Linus
- Di Koob : Lauren
- Cate Scott Campbell : Lisa

### Épisode 5:La Partie de poker
- États-Unis /  Canada : 14 octobre 2013 sur CBS / Citytv
- France : 7 septembre 2014 sur NT1

- États-Unis : 7,98 millions de téléspectateurs[17]

- Marshall Manesh (VF : Patrick Raynal) : Ranjit
- Sherri Shepherd (VF : Marie Lenoir) : Daphne
- Wayne Brady (VF : Christophe Peyroux) : James
- Frances Conroy (VF : Caroline Jacquin) : Loretta
- Matt Boren (VF : Jean-Pierre Malignon) : Stuart
- Virginia Williams (VF : Nadine Girard) : Claudia
- William Zabka (VF : Tony Marot) : Lui-même
- Jeff Grace : Delivery Guy

### Épisode 6:Ted et la Dernière Croisade
- États-Unis /  Canada : 21 octobre 2013 sur CBS / Citytv
- France : 14 septembre 2014 sur NT1

- États-Unis : 7,64 millions de téléspectateurs[18] (première diffusion)
- Canada : 1,058 million de téléspectateurs[19]

- Sherri Shepherd (VF : Marie Lenoir) : Daphne
- Anna Camp (VF : Marie Giraudon) : Cassie
- Edward Herrmann (VF : Jean Barney):  Reverend Lowell
- India de Beaufort : Sophia
- Michael Rider (VF : Patrick Raynal) : Knight Templar
- Joe O'Connor : Cassie's Dad
- Joshua Hoover : Wesley
- Rob Gleeson : Waiter
- Skyler Vallo : Grace

### Épisode 7:Pose pas de questions
- États-Unis /  Canada : 28 octobre 2013 sur CBS / Citytv
- France : 14 septembre 2014 sur NT1

- États-Unis : 7,75 millions de téléspectateurs[20] (première diffusion)
- Canada : 1,122 million de téléspectateurs[21]

- Sherri Shepherd (VF : Marie Lenoir) : Daphne
- Rhys Darby (VF : Laurent Morteau) :  Hamish
- David Grammer : Captain Dearduff
- Tre Moye : Bellhop
- Lindsey Alley : Woman
- Donna Pieroni : Maid

### Épisode 8:Un phare tellement romantique
- États-Unis /  Canada : 4 novembre 2013 sur CBS / Citytv
- France : 14 septembre 2014 sur NT1

- États-Unis : 8,67 millions de téléspectateurs[22] (première diffusion)

- Sherri Shepherd (VF : Marie Lenoir) : Daphne
- Anna Camp (VF : Marie Giraudon) : Cassie
- Frances Conroy (VF : Caroline Jacquin) :  Loretta
- Harry Groener (VF : Bernard Bollet) : Clint
- Cristine Rose (VF : Marie-Martine) : Virginia
- Roger Bart (VF : Daniel Lafourcade) : Curtis
- Robert Belushi (VF : Tony Marot) : Linus
- Rob Gleeson : Waiter

### Épisode 9:Platonique
- États-Unis /  Canada : 11 novembre 2013 sur CBS / Citytv
- France : 14 septembre 2014 sur NT1

- États-Unis : 8,08 millions de téléspectateurs[23] (première diffusion)
- Canada : 1,302 million de téléspectateurs[24]

- Bryan Cranston (Hammond Druthers) (VF : Mathieu Buscatto)
- Michael Edwin (Eddie)
- Christine Donlon (Toby)
- Stephanie Lynn (Meredith)
- Angela Sprinkle (Madeleine)
- Sarah Karges (Elaine)
- Sheldon Coolman (Shop Owner)
- Kevin Fabian (Maitre 'D)

### Épisode 10:Maman et Papas
- États-Unis /  Canada : 18 novembre 2013 sur CBS / Citytv
- France : 14 septembre 2014 sur NT1

- États-Unis : 8,11 millions de téléspectateurs[25] (première diffusion)
- Canada : 1,513 million de téléspectateurs[26] (première diffusion + différé 7 jours)

- John Lithgow (Jerry) (VF : Michel Prud'homme)
- Wayne Brady (James) (VF : Christophe Peyroux)
- Frances Conroy (Loretta) (VF : Caroline Jacquin)
- Sherri Shepherd (Daphne) (VF : Marie Lenoir)
- Ben Vereen (Sam Gibbs) (VF : Jean-Jacques Nervest)
- William Zabka (lui-même) (VF : Tony Marot)
- Marshall Manesh (Ranjit) (VF : Patrick Raynal)
- Nancy Lenehan (Cheryl) (VF : Isabelle Leprince)
- Robert Belushi (Linus) (VF : Tony Marot)
- Napoleon Ryan (Claude)
- Tre Moye (Bellhop)
- Kyla-Drew Simmons (Shondra)
- Bruno Amato (Cop)
- Elizabeth Pan (Spa Attendant)

Barney casse la seconde bouteille de Glen McKenna.

### Épisode 11:À quoi ça rime?
- États-Unis /  Canada : 25 novembre 2013 sur CBS / Citytv
- France : 14 septembre 2014 sur NT1

- États-Unis : 7,64 millions de téléspectateurs[27] (première diffusion)
- Canada : 1,232 million de téléspectateurs[28] (première diffusion + différé 7 jours)

- James Van Der Beek (Simon) (VF : Yann Pichon)
- Lin-Manuel Miranda (Gus) (VF : Jérémy Prévost)
- Camille Guaty (Lisa) (VF : Claire Baradat)
- Michael C. Mahon (le passager râleur) (VF : Jean-Jacques Nervest)
- Marcia Ann Burrs (Vieille dame)
- Alfred Rubin Thompson (Thug)
- Christopher Darga (le chauffeur du bus)

Cet épisode a été écrit entièrement en rimes.

### Épisode 12:Le dîner de répétition
- États-Unis /  Canada : 2 décembre 2013 sur CBS / Citytv
- France : 21 septembre 2014 sur NT1

- États-Unis : 8,04 millions de téléspectateurs[29] (première diffusion)
- Canada : 1,368 million de téléspectateurs[30] (première diffusion + différé 7 jours)

- Wayne Brady (James)
- Alan Thicke (lui-même) (VF : Jean Barney)
- Patrick Hancock (Security Guard)
- Lawrence Larsen (Dr Frederick Banting) (VF : Daniel Lafourcade)
- Jeff Kueppers (Norman Breakey) (VF : Patrick Raynal)
- Victoria Boa (Louise Poirier) (VF : Isabelle Leprince)

### Épisode 13:Recherche bassiste désespérément
- États-Unis /  Canada : 16 décembre 2013 sur CBS / Citytv
- France : 21 septembre 2014 sur NT1

- États-Unis : 7,71 millions de téléspectateurs[31] (première diffusion)
- Canada : 1,088 million de téléspectateurs[32] (première diffusion + différé 7 jours)

- Andrew Rannells (Darren) (VF : Paolo Domingo)
- Robert Belushi (Linus) (VF : Tony Marot)
- David Grammer (Old Sailor Guy)

### Épisode 14:La dernière Baffe
- États-Unis /  Canada : 13 janvier 2014 sur CBS / Citytv
- France : 21 septembre 2014 sur NT1

- États-Unis : 8,59 millions de téléspectateurs[33] (première diffusion)
- Canada : 1,454 million de téléspectateurs[34] (première diffusion + différé 7 jours)

- Nathan Morris (lui-même)
- Wanya Morris (lui-même)
- Shawn Stockman (lui-même)
- Stacy Keibler (Karina) (VF : Ingrid Donnadieu)
- Nazanin Boniadi (Nora)
- April Bowlby (Crazy Meg)
- Katie Walder (Shannon)
- Eva Amurri Martino (Shelly)
- Joe Nieves (Carl) (VF : Fabrice Fara)
- Robert Belushi (Linus) (VF : Tony Marot)
- Barbara Perry (Mrs. Douglas)
- Ping Wu (Old Man) (VF : Marc Bretonnière)
- Juanita Guzman (Quilter #1)
- Adam Wang (Kung Fu Instructor)
- Dat Pham (Chinese Boy)

### Épisode 15:Pause
- États-Unis /  Canada : 20 janvier 2014 sur CBS / Citytv
- France : 21 septembre 2014 sur NT1

- États-Unis : 8,83 millions de téléspectateurs[35] (première diffusion)
- Canada : 1,319 million de téléspectateurs[36] (première diffusion + différé 7 jours)

- Robert Belushi (Linus) (VF : Tony Marot)
- Mark Derwin (Greg) (VF : Paul Borne)
- David Mattey (Animal Trainer)
- Kenzo Lee (Young Man)

### Épisode 16:Comment votre mère m'a rencontré
- États-Unis /  Canada : 27 janvier 2014 sur CBS / Citytv
- France : 28 septembre 2014 sur NT1

- États-Unis : 10,81 millions de téléspectateurs[37] (première diffusion)
- Canada : 1,378 million de téléspectateurs[38] (première diffusion + différé 7 jours)

- Andrew Rannells (Darren) (VF : Paolo Domingo)
- Ahna O'Reilly (Kelly) (VF : Delphine Braillon)
- Roger Bart (Curtis) (VF : Daniel Lafourcade)
- Adam Paul (Mitch) (VF : Mark Lesser)
- Louis Ferrigno, Jr. (Louis) (VF : Bruno Meyere)
- Rachel Bilson (Cindy) (VF : Catherine Cipan)
- Meagan Tandy (Kelly)
- Robert Belushi (Linus) (VF : Tony Marot)

Il y a de très nombreuses références aux épisodes précédents, toutes saisons confondues.

### Épisode 17:L'aube
Pour les articles homonymes, voir L'Aube.
- États-Unis /  Canada : 3 février 2014 sur CBS / Citytv
- France : 28 septembre 2014 sur NT1

- États-Unis : 9,98 millions de téléspectateurs[39] (première diffusion)
- Canada : 1,403 million de téléspectateurs[40] (première diffusion + différé 7 jours)

- Sarah Chalke (Stella) (VF : Véronique Desmadryl)
- Ashley Williams (Victoria) (VF : Murielle Naigeon)
- Abby Elliott (Jeanette) (VF : Ingrid Donnadieu)
- Tim Gunn (lui-même) (VF : Gilbert Lévy)
- Bill Fagerbakke (Marvin Sr.) (VF : Patrick Raynal)
- Brian McElhaney (Justin) (VF : Cédric Dumond)
- Nick Kocher (Kyle) (VF : Fabrice Fara)
- Matt Walsh (Captain Deardruff)
- Cristine Rose (Virginia)
- Roger Bart (Curtis) (VF : Daniel Lafourcade)
- Alex Staggs (Operator)
- Benjamin Byron Davis (Burly Guy)
- Alexandra Siegel (Shelly)
- Amaris Davidson (Julie)
- Sawyer Adiram (Young Ted)

### Épisode 18:Rallye
- États-Unis /  Canada : 24 février 2014 sur CBS / Citytv
- France : 28 septembre 2014 sur NT1

- États-Unis : 9,28 millions de téléspectateurs[41] (première diffusion)
- Canada : 1,326 million de téléspectateurs[42] (première diffusion + différé 7 jours)

- Ray Wise (Robin Sr.) (VF : Marc Bretonnière)
- Spencer Ralston (Marvin)
- Stephen Grove Malloy (Budi) (VF : Pascal Provost)
- Sharline Liu (Photographer)
- Mariangela Pagan (Mother)
- Katie Silverman (Little Girl)
- Dexter Cross (Little Boy)
- Robert Belushi (Linus)
- Katrina Norman (Tribe Leader)
- Napoleon Ryan (Claude)
- Lou Cutell (Uncle Mort)
- Marjorie Lovett (Aunt Muriel)

### Épisode 19:Le Vésuve
- États-Unis /  Canada : 3 mars 2014 sur CBS / Citytv
- France : 28 septembre 2014 sur NT1

- États-Unis : 9,11 millions de téléspectateurs[43] (première diffusion)
- Canada : 1,26 million de téléspectateurs[44] (première diffusion + différé 7 jours)

- Roger Bart (Curtis) (VF : Daniel Lafourcade)
- Chris Kattan (Jed Mosely) (VF : Cédric Ingard)
- Lucy Hale (Katie)
- Jon Heder (Narshall)
- Barbara Nathanson (Grandma) (VF : Françoise Pavy)
- Tracey Ullman (Genevieve Scherbatsky)

### Épisode 20:Daisy
- États-Unis /  Canada : 10 mars 2014 sur CBS / Citytv
- France : 28 septembre 2014 sur NT1

- États-Unis : 7,7 millions de téléspectateurs[45] (première diffusion)

- Tracey Ullman (Genevieve Scherbatsky) (VF : Véronique Alycia)
- Chris Elliot (Mickey)
- Marshall Manesh (Ranjit) (VF : Patrick Raynal)
- Suzie Plakson (Judy)
- William Zabka (lui-même) (VF : Tony Marot)
- Robert Belushi (Linus) (VF : Tony Marot)
- Kyle MacLachlan (le Capitaine) (VF : Philippe Roullier)

### Épisode 21:Gary Blauman
- États-Unis /  Canada : 17 mars 2014 sur CBS / Citytv
- France : 28 septembre 2014 sur NT1

- États-Unis : 7,78 millions de téléspectateurs[46] (première diffusion)
- Canada : 1,183 million de téléspectateurs[47] (première diffusion + différé 7 jours)

- Taran Killam (Gary Blauman)  (VF : Jean-Baptiste Marcenac)
- Wayne Brady (James)  (VF : Christophe Peyroux)
- Emily C. Chang (Steph)
- Joe Nieves (Carl) (VF : Fabrice Fara)
- William Zabka (lui-même) (VF : Tony Marot)
- Kal Penn (Kevin) (VF : Serge Faliu)
- Jennifer Morrison (Zoey) (VF : Cathy Diraison)
- Jorge Garcia (Blitz) (VF : Pascal Provost)
- Abigail Spencer (Blah Blah/Carol)

On peut entendre dans cet épisode la chanson des Kinks - Where Are They Now.

### Épisode 22:Le Mariage
- États-Unis /  Canada : 24 mars 2014 sur CBS / Citytv
- France : 5 octobre 2014 sur NT1

- États-Unis : 9,04 millions de téléspectateurs[48] (première diffusion)
- Canada : 1,035 million de téléspectateurs[49] (première diffusion + différé 7 jours)

- Ben Vereen (Sam Gibbs)
- Wayne Brady (James)

### Épisode 23:Pour toujours,1repartie
- États-Unis /  Canada : 31 mars 2014 sur CBS[50] / Citytv
- France : 5 octobre 2014 sur NT1

- États-Unis : 13,13 millions de téléspectateurs[51] (première diffusion)
- Canada : 1,884 million de téléspectateurs[52] (première diffusion + différé 7 jours)

- Lyndsy Fonseca (Penny, la fille) (VF : Dorothée Pousséo)
- David Henrie (Luke, le fils)
- Judith Drake (Bernice) (VF : Françoise Pavy)
- Marshall Manesh (Ranjit)
- Joe Nieves (Carl)
- Saudia Rashed (Nurse) (VF : Françoise Escobar)
- Courtney Hope Turner (Girl)
- Brooke Lynn Howard (Sexy Girl #1)
- Justene Alpert (Sexy Girl #2)
- Alexandria Skaltsounis (Erin) (VF : Cathy Diraison)
- Patrick Kang (22-Year-Old Guy)
- Kerrigan Milker (Girl)

Le mariage a été célébré et le groupe est à la réception de mariage. Ted est sur le départ car il part pour Chicago tôt le lendemain. Arrivé à la gare, il discute avec une vieille femme qui lui conseille de suivre les signes du destin...

### Épisode 24:Pour toujours,2epartie
- États-Unis /  Canada : 31 mars 2014 sur CBS[50] / Citytv
- France : 5 octobre 2014 sur NT1

- États-Unis : 13,13 millions de téléspectateurs[51] (première diffusion)
- Canada : 1,884 million de téléspectateurs[52] (première diffusion + différé 7 jours)

- Lyndsy Fonseca (Penny, la fille) (VF : Dorothée Pousséo)
- David Henrie (Luke, le fils)
- Judith Drake (Bernice) (VF : Françoise Pavy)
- Marshall Manesh (Ranjit)
- Joe Nieves (Carl)
- Saudia Rashed (Nurse) (VF : Françoise Escobar)
- Courtney Hope Turner (Girl)
- Brooke Lynn Howard (Sexy Girl #1)
- Justene Alpert (Sexy Girl #2)
- Alexandria Skaltsounis (Erin) (VF : Cathy Diraison])
- Patrick Kang (22-Year-Old Guy)
- Kerrigan Milker (Girl)

Les flashfowards continuent et s'enchaînent, on comprend alors que Tracy, la femme de Ted est tombée malade, à la suite de quoi elle est décédée laissant Ted seul avec ses enfants. On retrouve ensuite le temps de la narration.